# المنصف السويسي
المنصف السويسي (1 يناير 1944 - 6 نوفمبر 2016) ممثل ومخرج مسرحي تونسي، يُعتبر من أبرز رجالات المسرح في تونس ممثلا ومخرجا ومدرّسا، وقد امتدت مسيرته على أكثر من نصف قرن، وقد أدار عدة فرق مسرحية من بينها الفرقة القارة للمسرح بالكاف وفرقة مسرح مدينة تونس كما أدار المسرح الوطني التونسي بين 1984 و1988. ودرّس بمعهد الفنون المسرحية بالكويت.
أسّس عدة تظاهرات مسرحية في تونس وفي الخارج أبرزها أيام قرطاج المسرحية. اعتمد المنصف السويسي في مسيرته على كتاب مسرحيين غربيين وعرب، وتناول أفضل ما كتبوا في المسرح القديم والمعاصر.
له العديد من المسلسلات والمسرحيات وأبرزها إخراج مسرحية باي باي لندن في عام 1981. كما عمل مدرساً في المعهد العالي للفنون المسرحية في الكويت.

## أعماله

### مسرحياته
أخرج المنصف السويسي ما يزيد عن 60 عملا مسرحيا منها:
- عطشان يا صبايا، 1975 لسمير العيادي.
- ديوان ثورة الزنج.
- مولاي الحسن الحفصي.
- الهاني بودربالة، 1968.
- باي باي لندن، 1981.[4]
- النمرود، 2008 للشيخ سلطان بن محمد القاسمي.

### منالأفلامالتي شارك فيها
- باي باي عرب، 1986.
- الذهب الأسود لجون جاك آنو، 2011.
- باب الفلة لمصلح كريم، 2012.

## قيل عنه
«ما نريد أن نؤكد عليه هنا تحديدا هو أن «بصمة» الانتماء الثقافي والحضاري هذه نجدها مطبوعة في كلّ أعمال الفنان المنصف السويسي المسرحية تقريبا سواء وهو يدير فرقة مدينة الكاف المسرحية مثلا أو وهو ينشط ضمن الفرقة البلدية (فرقة مدينة تونس) ويديرها أو وهو يؤسس للمسرح الوطني ويخرج بعض الأعمال في إطاره.»

## روابط خارجية
- المنصف السويسي على موقع IMDb (الإنجليزية)
- المنصف السويسي على موقع قاعدة بيانات الأفلام العربية
- المنصف السويسي على موقع قاعدة بيانات الفيلم (الإنجليزية)